# پورکونی
پورکونی (به لاتین: Porkuni) یک روستا در استونی است که در دهستان تامسالو واقع شده‌است.